# Адигезалзаде, Мурад Зохраб оглы
Адигезалзаде Мурад Зохраб оглы (род. 20 ноября 1973, Баку) — директор Азербайджанской государственной филармонии, пианист, Заслуженный артист Азербайджанской Республики (2005), Народный артист Азербайджанской Республики (2011).

## Жизнь и деятельность
Адигозелзаде Мурад Зохраб оглы родился 20 ноября 1973 года в Баку. В 1980 году поступил в специальную музыкальную школу имени Бюльбюля.
В 1984 году он участвовал в международном радиоконкурсе «Концертино-Прага» и был включен в список десяти лучших молодых исполнителей.
В 1987 году он гастролировал в Чехословакии. В августе 1990 года участвовал в международном конкурсе пианистов в Германии. Он гастролировал по Турции в сентябре и октябре того же года. В 1991 году он окончил школу и поступил в класс профессора Р.Атакишиева Бакинской государственной музыкальной академии имени Узеира Гаджибекова, а затем продолжил образование в классе профессора Ф.Бадалбейли.
В 1995 году гастролировал по Турции с Государственным камерным оркестром. В мае 1996 года он стал первым лауреатом Республиканского конкурса пианистов и был удостоен звания «Лучший пианист года».
В декабре того же года ему было присвоено звание «Лучший музыкант года». Окончив в 1996 году Бакинскую музыкальную академию, он поступил в Высшую музыкальную школу Мюнхена (Германия) в класс профессора Э. Вирсаладзе, которую окончил в 1998 году. С 1998 года и по сей день продолжает консультировать ассистента профессора Э. Вирсаладзе и М. Лидского. Во время учебы в Германии дал сольный концерт в городе Швельм. В том же году он поступил в класс профессора Э. Вирсаладзе в Московскую государственную консерваторию имени Чайковского и окончил ее в ноябре 2000 года.
Во время учебы в МГК он давал концерты в Москве, Турции и Баку, а также участвовал в музыкальном фестивале в Киеве (Украина) вместе со студентами Фонда Владимира Спивакова.
В декабре 2000 года он дал концерты в Турции с Государственным симфоническим оркестром Бурсы.
В его репертуаре есть произведения композиторов Баха, Бетховена, Моцарта, Гайдна, Шумана, Шуберта, Брамса, Чайковского, Рахманинова и др.
Он пропагандирует азербайджанскую музыку как в Баку, так и в других странах и городах. Выступал с такими дирижерами, как Н.Рзаев, Р.Абдуллаев, Я.Адигозелов, Р.Меликасланов, В.Сиренко, В.Жордания, В.Альтшулер, В.Вербицкий, Ю.Башмет, В.Федосеев, В.Кахидзе.
В октябре 2001 года он выиграл вторые международные соревнования в Тбилиси. В декабре 2001 года он участвовал в международном фестивале в Тбилиси, Грузия.
В январе и феврале 2002 года он гастролировал с Ингольштадтским камерным оркестром в Германии и исполнил сольную программу в Кёнигсберге.
В марте того же года он выступил на международном фестивале «Памяти Рихтера», организованном компанией «YAMAHA» в Москве, а также с государственным симфоническим оркестром в Анталье, Турция. В апреле он дал сольный концерт в малом зале Московской государственной консерватории имени П. И. Чайковского. В мае 2002 года выступал с Бакинским государственным симфоническим оркестром. В июне того же года он участвовал в 12-м Международном конкурсе Чайковского.
В настоящее время, наряду с концертной деятельностью, является доцентом кафедры фортепиано Бакинской Музыкальной Академии.
В марте 2004 года ему было присвоено почетное звание «Солист Московской государственной академической филармонии».
В 2009 году указом президента Польши он был награжден орденом «Золотой крест» за заслуги перед развитием отношений между двумя странами.

## Семья
- Он сын профессора Зограба Адигозалзаде, выдающегося пианиста Азербайджана.
- Он внук известного азербайджанского писателя Имрана Гасымова.

## Фильмография
1. Гейдар Алиев. Окно в мир (фильм, 2006)